# Aumelas
Aumelas es una población y comuna francesa, situada en la región de Languedoc-Rosellón, departamento de Hérault, en el distrito de Lodève y cantón de Gignac.

## Enlaces externos

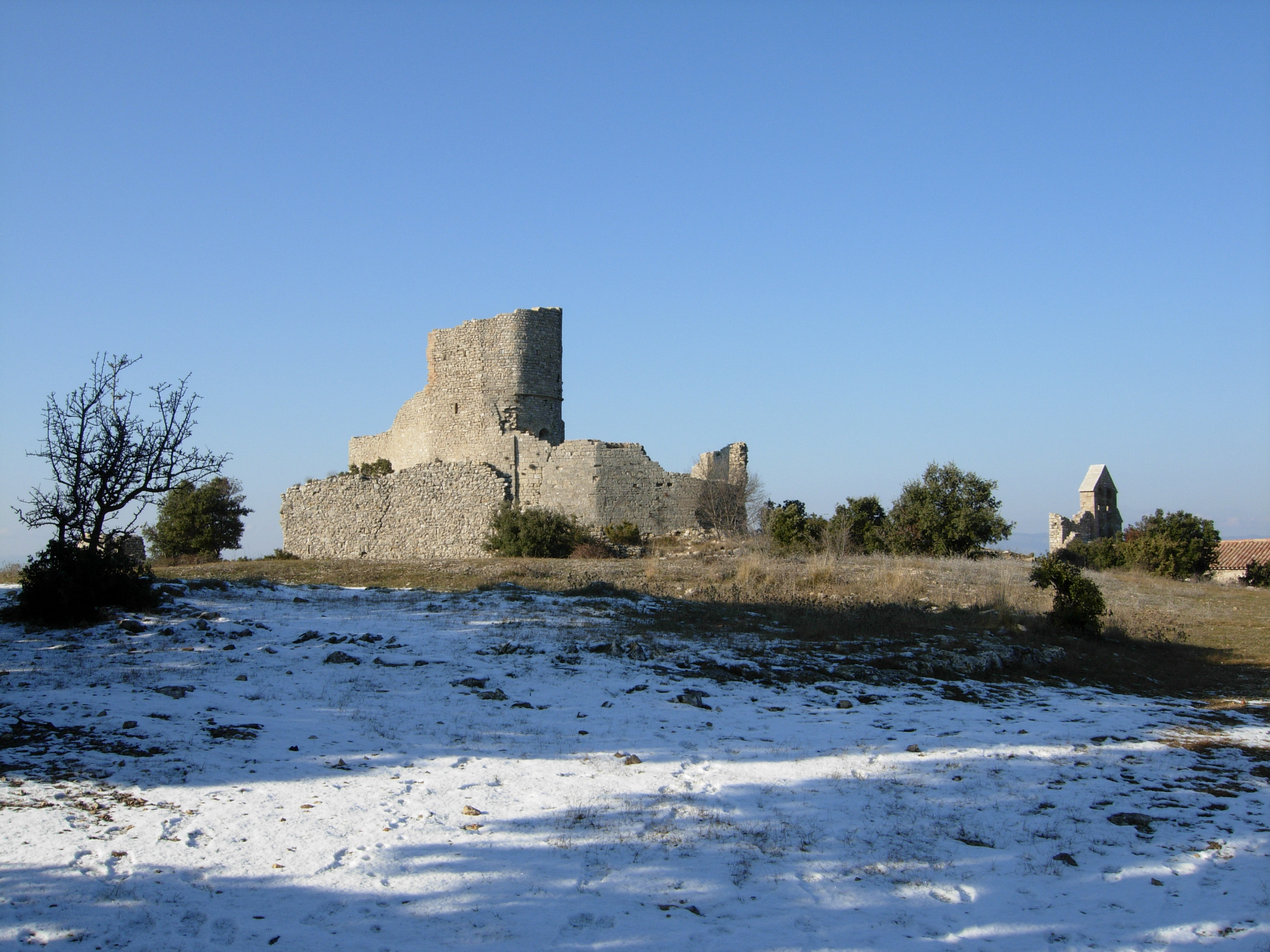
Castillo

## Demografía

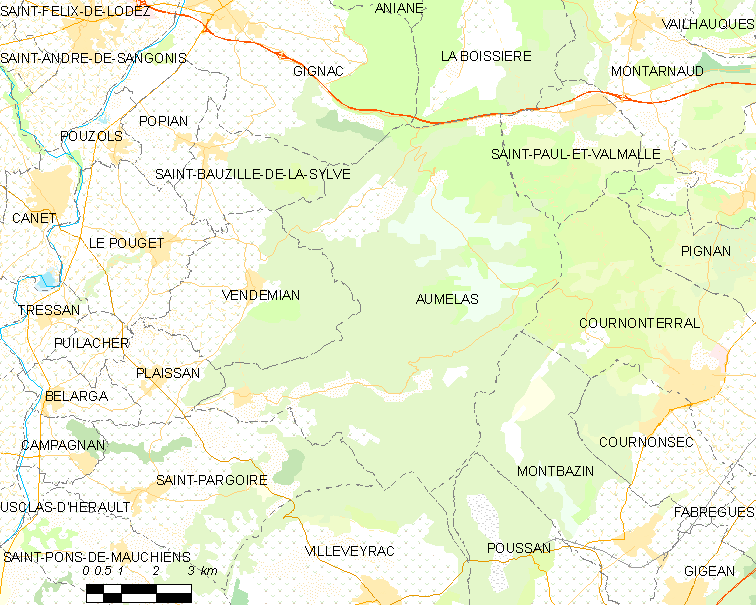
Map

| 210 | 225 | 191 | 245 | 332 | 378 |
| Para los censos de 1962 a 1999 la población legal corresponde a la población sin duplicidades (Fuente: INSEE [Consultar]) |     |     |     |     |     |